# Para (scheikunde)

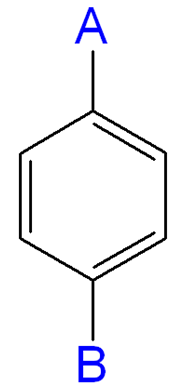
Substituenten A en B staan in para-positie ten opzichte van elkaar.

Het voorvoegsel para- wordt in de organische chemie gebruikt om de 1,4-relatie tussen twee substituenten op een benzeenring aan te geven. Andere configuraties duidt men aan met ortho (1,2) en meta (1,3). De term is eigenlijk alleen maar bruikbaar als er slechts twee substituenten op de benzeenring zitten. Om die reden wordt deze naamgeving niet vaak gebruikt, al zijn er nog veel verbindingen die op deze manier zo benoemd worden. 